# William Joseph Levada
Pour les articles homonymes, voir Levada (homonymie).
William Joseph Levada, né le 15 juin 1936 à Long Beach, en Californie, et mort le 26 septembre 2019 à Rome, est un cardinal américain. Il est préfet émérite de la Congrégation pour la doctrine de la foi de juillet 2012 à sa mort.

## Biographie

### Jeunesse et formation
William Joseph Levada est un Américain d'ascendance portugaise et irlandaise.
Il est ordonné prêtre le 20 décembre 1961.
Son ministère sacerdotal le conduit en 1976 à Rome à la Congrégation pour la doctrine de la foi après avoir accompli diverses tâches pastorales à Los Angeles.

### Évêque
Nommé évêque auxiliaire de Los Angeles le 25 mai 1983, il est consacré le 12 mai suivant par le cardinal Timothy Manning.
Le 1er juillet 1986, il est nommé archevêque de Portland. En 1987, il participe avec six autres évêques à la rédaction du compendium (résumé) du Catéchisme de l'Église catholique.
Le 27 décembre 1995, il devient archevêque de San Francisco et par là-même, métropolite de la province ecclésiastique de San Francisco.
En novembre 2000, il devient membre de la Congrégation pour la doctrine de la foi, dont le préfet est le cardinal Ratzinger. Lorsque ce dernier devient pape sous le nom de Benoît XVI, il le nomme le 13 mai 2005 préfet de la Congrégation pour la doctrine de la foi et le nomme membre de la Congrégation pour l'évangélisation des peuples le 8 janvier 2007. Le 8 juillet 2009, il prend également la tête de la Commission pontificale « Ecclesia Dei », rattachée à la Congrégation pour la doctrine de la foi.
Ayant atteint et dépassé la limite d'âge, il se retire le 2 juillet 2012, à l'issue d'un cycle de discussion infructueuse avec la Fraternité sacerdotale Saint-Pie-X.

### Cardinal
Il est créé cardinal par le pape Benoît XVI le 24 mars 2006, avec le titre de cardinal-diacre de Santa Maria in Domnica.
Il participe au conclave de 2013 qui voit l'élection du pape François.
Le 12 juin 2014, le cardinal Jean-Louis Tauran choisit d'être élevé à l'ordre des cardinaux-prêtres, il renonce ainsi à sa fonction de cardinal protodiacre, c'est le cardinal Renato Raffaele Martino qui devient le protodiacre, mais étant âgé de plus de 80 ans, c'est au cardinal Levada, plus ancien cardinal électeur, c'est-à-dire âgé de moins de 80 ans, dans l'ordre des cardinaux diacres  que reviendrait la charge d'annoncer le nom du nouveau pape en cas de conclave.
Le 20 juin 2016 au cours du consistoire ordinaire public convoqué par le pape François à l'occasion de l'annonce solennelle de prochaines canonisations, il est élevé à l'ordre des cardinaux-prêtres, et conserve son titre qui est élevé pro hac vice comme paroisse.
Il meurt le 26 septembre 2019 à Rome à l'âge de 83 ans.

## Positions
Défenseur d'une stricte orthodoxie sur les questions de société, en accord avec les positions de l'Église catholique, Levada a ainsi bataillé contre la mairie de San Francisco, bastion libéral et fief du mouvement gay américain, contre le mariage homosexuel, mais aussi tout type de partenariat reconnu entre personnes du même sexe. De même, il a refusé dans son diocèse la communion aux hommes politiques américains catholiques qui soutiennent le droit à l'avortement ou à l'euthanasie. Cependant, il ne s'est pas opposé à l'existence de la paroisse du Most Holy Redeemer Church de San Francisco, composé essentiellement de fidèles gay et lesbiennes.